# 小费里耶尔
小费里耶尔（法語：Ferrière-la-Petite，法語發音：[fɛʁjɛʁ la pətit]）是法国上法兰西大区北部省的一个市镇，位于该省东部，与大费里耶尔相邻，属于埃尔普河畔阿韦讷区。

## 地理
小费里耶尔（50°14'24"N, 4°1'20"E）面积5.35 平方千米，位于法国上法蘭西大區北部省，该省份为法国最北部的省份及最长的省份，西北濒北海，西接加来海峡省，南至埃纳省和索姆省，东与比利时接壤。
与小费里耶尔接壤的市镇（或旧市镇、城区）包括：塞尔方丹、科勒雷、达穆西、大费里耶尔、奥布勒希、基耶沃隆。

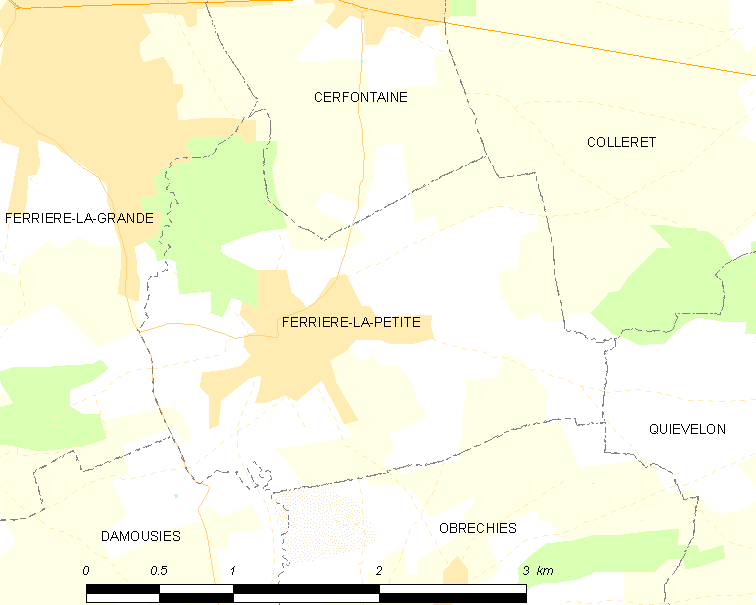
小费里耶尔的OSM定位图

小费里耶尔的时区为UTC+01:00、UTC+02:00（夏令时）。

## 行政
小费里耶尔的邮政编码为59680，INSEE市镇编码为59231。

## 政治
小费里耶尔所属的省级选区为富尔米县。

## 人口

1962-2008年间小费里耶尔人口变化图示

小费里耶尔于2022年1月1日时的人口数量为1043人。